# Hydroptila tusculum
Hydroptila tusculum is een schietmot uit de familie Hydroptilidae. De soort komt voor in het Nearctisch gebied.